# Anapis anchicaya
Espèce
Anapis anchicaya est une espèce d'araignées aranéomorphes de la famille des Anapidae.

## Distribution
Cette espèce se rencontre en Colombie dans le département de Valle del Cauca et au Panama dans la province de Darién,,.

## Description
Le mâle holotype mesure 1,15 mm et la femelle paratype 1,51 mm.

## Systématique et taxinomie
Cette espèce a été décrite par Platnick et Shadab en 1978.

## Étymologie
Son nom d'espèce lui a été donné en référence au lieu de sa découverte, Anchicayá.

## Publication originale
- Platnick & Shadab, 1978 : « A review of the spider genus Anapis (Araneae, Anapidae), with a dual cladistic analysis. » American Museum Novitates, no 2663, p. 1-23 (texte intégral).